# Culicoides imicola
Il Culicoides imicola Kieffer, 1913, è un insetto dell'ordine dei Ditteri (Nematocera: Culicomorpha). Di interesse medico-veterinario, la femmina di questa specie, ematofaga, è il vettore di virus patogeni agenti di alcune malattie infettive a carico degli animali domestici.
Si presenta come un moscerino  di soli 1/1700 grammi di peso, di 2 mm di lunghezza e con le ali macchiettate, attivo soprattutto di mattina e di sera, tra marzo ed ottobre; queste indicazioni valgono almeno nell'emisfero boreale e nelle zone a clima temperato. Nei tropici e nelle regioni subtropicali, è attivo esclusivamente di notte, come tutte le specie del genere Culicoides. La quota di volo del Culicoides imicola non raggiunge più dei 3 metri di altezza.
Le larve nascono da ovature di una sessantina di uova; sono apode e si nutrono di piccoli organismi presenti nell'acqua. 
I soli predatori del Culicoides imicola sono i pipistrelli.
Questi insetti sono in grado di proliferare nei luoghi umidi, come sui suoli paludosi e le cavità umide nei fusti degli alberi.

## Presenza
Il Culicoides imicola, originario delle zone tropicali e subtropicali dell'Africa e dell'Asia, è in grado di adattarsi agli ambienti delle regioni temperate, compresa l'Europa.
In Italia è stato individuato per la prima volta in Sardegna.

## Portatore di malattie
Il Culicoides imicola è tuttora conosciuto come una minaccia verso gli animali da allevamento, perché vettore di due pericolosi e differenti virus; succhiando il sangue di bovini, caprini, ovini, equini, suini, volatili di cortile, ecc., è in grado di trasferire i suoi patogeni, facendo ammalare gravemente gli animali stessi.
I due principali virus sono:
- Il Virus della lingua blu (BTV), su quasi tutti i ruminanti, i quali manifestano una colorazione molto scura della lingua;
- Il Virus della Peste Equina (AHS), su cavalli, asini, ecc.

Una volta in circolo nel sangue, i virus trasmessi da questo insetto attaccano inizialmente le ghiandole salivari e, quindi, sono in grado di trasmettersi agli altri animali anche con l'assunzione di cibo, se vi è presente saliva infettata; dato che si sviluppa in luoghi umidi, quindi in presenza di acqua, può essere trasferito da animale ad animale anche attraverso gli abbeveratoi, sui cui bordi le femmine possono deporre le uova.

## Metodi di lotta
Contro le larve di Culicoides imicola sono previsti interventi sui focolai, nelle zone umide del terreno o sui bordi delle pozzanghere dove si sviluppano, con trattamenti insetticidi a base di piretroidi. 
Contro gli adulti si possono usare, anche su di essi, insetticidi come piretroidi; per limitare la presenza di quest'insetto si può provvedere alla sistemazione di zanzariere in ambienti isolati, oppure anche prevista l'utilizzazione di repellenti per animali con prodotti in soluzione oleosa.
Il controllo di quest'insetto rimane comunque molto difficile e le tecniche sopra descritte non sono sufficienti a controllarlo.